# Hypocacculus aequabilis
Hypocacculus aequabilis är en skalbaggsart som beskrevs av Reichardt 1932. Hypocacculus aequabilis ingår i släktet Hypocacculus och familjen stumpbaggar. Inga underarter finns listade i Catalogue of Life.